# Synsphyronus callus
Synsphyronus callus är en spindeldjursart som beskrevs av Clarence Clayton Hoff 1947. Synsphyronus callus ingår i släktet Synsphyronus och familjen gammelekklokrypare. Inga underarter finns listade i Catalogue of Life.